# 白井竜馬
白井 竜馬（しらい りょうま、1992年10月6日 - ）は、日本の元ラグビー選手。

## プロフィール
- 大阪府東大阪市出身。
- 現役時代のポジションはスタンドオフ(SO)、センター(CTB)、フルバック(FB)。
- 身長 172cm、体重 82kg
- ニックネームはリョーマ、ケンゾー。
- 関西学生代表に選ばれたことがある[1]。

## 略歴
2011年、日新高校卒業後、天理大学に入学する。
2014年、天理大学ラグビー部の副主将に就任した。
2015年、天理大学卒業後、クボタスピアーズ(現・クボタスピアーズ船橋・東京ベイ)に加入。
2016年10月9日に行われたジャパンラグビートップリーグ第6節のヤマハ発動機ジュビロ戦に途中出場で公式戦初出場を果たした。
2022年、現役を引退した。